# Joseph P. Kennedy, Jr.
Joseph Patrick "Joe" Kennedy, Jr. (Brookline, Massachusetts, 25 de julio de 1915-Blythburgh, East Anglia, 12 de agosto de 1944) fue un oficial de la Armada de los Estados Unidos, aviador naval y piloto de bombarderos con base en tierra en la Segunda Guerra Mundial. Era hijo de Joseph P. Kennedy y Rose Kennedy, además de ser el hermano mayor del que sería presidente de los Estados Unidos John F. Kennedy.

## Biografía

### Primeros años
Kennedy asistió por primera vez a la Escuela Dexter en Brookline, Massachusetts, con su hermano, John Kennedy; más tarde se graduó en 1933 en la Escuela Choate (ahora Choate Rosemary Hall) en Wallingford, Connecticut. Luego, entró en la Universidad de Harvard en Cambridge, Massachusetts, donde se graduó en 1938. Kennedy practicaba varios deportes, entre ellos el fútbol y el rugby. Antes de ir a la guerra, Kennedy se comprometió con Athalia Ponsell, modelo y actriz. Pasó un año estudiando bajo la tutela de Harold Laski en la Escuela de Economía de Londres antes de matricularse en la Escuela de Derecho de Harvard. Joe (como coloquialmente lo conocía la familia) hizo su primer paso político como delegado en la Convención Nacional Demócrata de 1940.

### Servicio en la II Guerra Mundial
Durante la Segunda Guerra Mundial, Kennedy se fue antes de su último año en la escuela de derecho para comenzar el entrenamiento de oficial y de vuelo en la Armada de los Estados Unidos Se ganó sus alas como aviador naval en mayo de 1942 y fue enviado a Gran Bretaña en septiembre de 1943. Él manejó bombarderos terrestres PB4Y, y bombarderos Liberator de patrulla antisubmarinos durante dos períodos de servicio en el invierno de 1943 a 1944. Kennedy había completado 25 misiones de combate y, por ello, era elegible para volver a casa, pero en su lugar se ofreció como voluntario para las misiones de la llamada Operación Afrodita.

#### Operación Afrodita
La Operación Afrodita fue un conjunto de misiones que hacía uso de vuelos sin tripulantes, con bombarderos Boeing B-17 Flying Fortress y Consolidated B-24 Liberator cargados de explosivos los cuales se estrellaban deliberadamente en sus objetivos por medio de control de radio. Estos aviones no podían despegar de forma segura por su cuenta, por lo que una tripulación de dos personas debían despegar y volar a 2.000 pies (610 m) antes de activar el sistema de control remoto, el armado de los detonadores, para después lanzarse en paracaídas desde el avión.
Después de que la Fuerza Aérea de la Armada de los EE. UU. elaborara las misiones de la operación, el 23 de julio de 1944; Kennedy y el teniente John Willy Wilford fueron designados para ser la tripulación del primer vuelo. Willy estuvo por encima de James Simpson (quien era regularmente el copiloto de Kennedy) en las pruebas para estar en la misión. Volaron en una aeronave BQ-8 "robot" (un B-24 Liberator rediseñado) para la primera misión. Dos aviones Lockheed Ventura madre y un avión de navegación despegaron de la Royal Air Force Fersfield. A continuación, el BQ-8 cargado con 21.170 libras (9.600 kg) de Torpex despegó. El BQ-8 iba a ser utilizado para estrellarse contra la Fortaleza de Mimoyecques, al norte de Francia, en la cual había una rampa usada para disparar los cañones V-3 contra Londres.
A 300 pies (91 m) detrás de ellos, en un de Havilland Mosquito para filmar la misión, estaba el Coronel Elliott Roosevelt, conocido por ser el representante de la USAAF y ser hijo del presidente de EE. UU. Franklin D. Roosevelt. Kennedy y Willy que estaban a bordo del BQ-8; completaron su primer encendido del control remoto. Dos minutos más tarde y diez minutos antes de lo que estaba planeado por el equipo de rescate, el explosivo Torpex detonó prematuramente y destruyó el Liberator, matando a Kennedy y Willy instántaneamente. Los restos cayeron cerca de la aldea de Blythburgh en Suffolk, Inglaterra.

### Muerte y consecuencias
El Mosquito dañado de Roosevelt fue capaz de volver a la base, aunque con los tripulantes heridos. Un total de 59 edificios fueron dañados en un pueblo costero cercano. El Consejo informal de Revisión de la Marina rechazó la posibilidad de que Kennedy se equivocara en el procedimiento que debía seguir, hubo la sospecha de que una señal perdida podría haber armado y hecho detonar los explosivos. Un oficial de electrónica admitió que Kennedy había advertido de esta posibilidad el día antes de la misión. A Joseph P. Kennedy, Jr le fue otorgado, a título póstumo, la Cruz de la Marina, la Cruz de Vuelo Distinguido y la Medalla Aérea. La cita de su Cruz de la Armada dice así:

Por extraordinario heroísmo y valentía en el vuelo aéreo como piloto de un bombardero Liberator de los Estados Unidos el 12 de agosto de 1944. Y, conociendo los peligros extremos que su participación acarreaba y totalmente despreocupado por su propia seguridad, sin vacilación, Kennedy se ofreció a llevar a cabo una misión operativa peligrosa de las fuerzas especiales.
Intrépido y atrevido en sus tácticas y con inquebrantable confianza en la vital importancia de su tarea, voluntariamente arriesgó su vida en la medida suprema del servicio y, por su gran valor personal y la fortaleza para llevar a cabo una empresa peligrosa, sostuvo y mejoró las mejores tradiciones del Servicio Naval de Estados Unido

Willy también fue condecorado con la Cruz Naval. Los nombres de ambos se muestran en las Tablas de los Desaparecidos en el Cementerio y Memorial Americano de Cambridge, un cementerio y una capilla cerca de la aldea de Madingley en Cambridgeshire, Gran Bretaña, que conmemora a los soldados estadounidenses que murieron en la Segunda Guerra Mundial.

## Legado

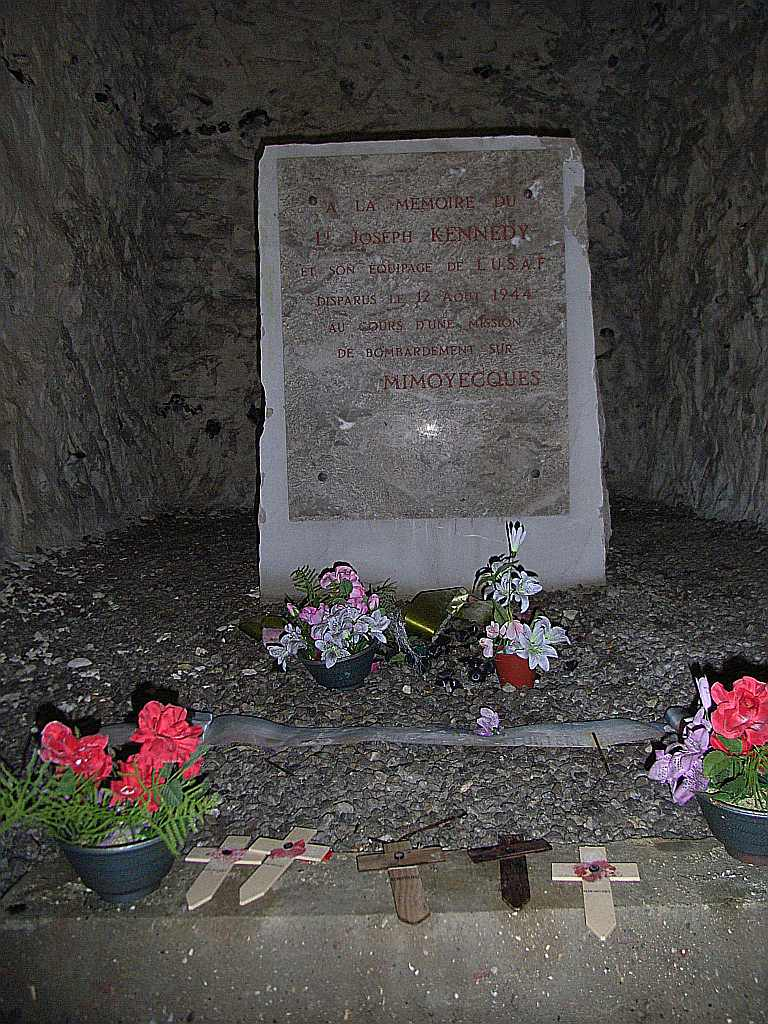
Lápida de Joseph Kennedy en la Fortaleza de Mimoyecques.

En 1946, la Armada dio su nombre a un barco, el USS Joseph P. Kennedy Jr., a bordo del cual su hermano menor (futuro Senador de los EE. UU.) Robert F. Kennedy sirvió brevemente. Entre los aspectos más destacados de su servicio están el bloqueo a Cuba durante la Crisis de los misiles de Cuba en 1962 y la recuperación de los equipos a flote de las misiones Gemini 6 y Gemini 7, ambas acontecidas en 1965. Estos dos proyectos eran vuelos espaciales tripulados de la NASA en el programa Gemini. Ahora es un museo flotante en Battleship Cove, Fall River, Massachusetts.
En 1947, los Kennedy establecieron la Fundación Joseph P. Kennedy, Jr., la cual financió la construcción del Joseph P. Kennedy, Jr. Memorial Hall en Boston College, que ahora es una parte de Campion Hall y el hogar de la Escuela de la universidad Lynch de Educación. La fundación fue llevada por su hermano menor, el senador por EE. UU. Edward M. Kennedy, hasta su muerte en 2009. En 1957, el teniente Joseph Patrick Kennedy, Jr Memorial Skating Rink fue abierto en Hyannis, Massachusetts, con fondos del Joseph P. Kennedy, Jr. Foundation.
En 1952, Robert F. Kennedy nombró a su hijo mayor, Joseph Patrick Kennedy II, en memoria de su hermano, y en 1969, Hank Searls escribió una biografía de Joseph P. Kennedy Jr., titulado The Lost Prince: Young Joe, the Forgotten Kennedy.